# Liste der Monuments historiques in Massingy-lès-Vitteaux
Die Liste der Monuments historiques in Massingy-lès-Vitteaux führt die Monuments historiques in der französischen Gemeinde Massingy-lès-Vitteaux auf.

## Liste der Immobilien
| Bezeichnung    | Beschreibung           | Standort                                 | Kennzeichnung | Schutzstatus | Datum | Bild           |
| -------------- | ---------------------- | ---------------------------------------- | ------------- | ------------ | ----- | -------------- |
| Friedhofskreuz | Stein, 16. Jahrhundert | Rue de l’Eglise, auf dem Friedhof (Lage) | PA00112532    | Inscrit      | 1925  | weitere Bilder |

## Liste der Objekte
| Bezeichnung                                            | Beschreibung                                                              | Standort                                   | Kennzeichnung | Schutzstatus | Datum | Bild |
| ------------------------------------------------------ | ------------------------------------------------------------------------- | ------------------------------------------ | ------------- | ------------ | ----- | ---- |
| Prozessionskreuz                                       | Kupfer, Silber, 16. Jahrhundert                                           | in der Kirche St-Cyr-et-Ste-Julitte (Lage) | PM21001445    | Classé       | 1967  |      |
| Expositionsnische                                      | Holz, vergoldet, 18. Jahrhundert                                          | in der Kirche St-Cyr-et-Ste-Julitte (Lage) | PM21001446    | Classé       | 1967  |      |
| Zwei Skulpturen: Heiliger Cyriakus und heilige Julitta | zwei Aufsätze für Prozessionsstäbe; Holz, farbig gefasst, 18. Jahrhundert | in der Kirche St-Cyr-et-Ste-Julitte (Lage) | PM21003475    | Inscrit      | 1973  |      |